# Where Dead Angels Lie/Bastard Saints
Where Dead Angels Lie/Bastard Saints è un EP split tra il gruppo black metal svedese Dissection e il gruppo death metal olandese Sinister, pubblicato nel giugno 1996 da Morbid Noizz Productions solo su musicassetta.

## Tracce

### Dissection
1. Where Dead Angels Lie (demo version) - 6:11
2. Elisabeth Bathori (Tormentor cover) - 5:05
3. Anti Christ - 2:46
4. Feathers Fell - 0:51
5. Son of the Mourning - 3:14
6. Where Dead Angels Lie (album version) - 5:51

### Sinister
1. Reborn from Hatred - 0:53
2. Bastard Saints - 4:37
3. Rebels Dome - 4:00
4. Cross the Styx - 5:01
5. Epoch of Denial - 4:14

## Formazioni

### Dissection
- Jon Nödtveidt - voce, chitarra elettrica, chitarra acustica
- Johan Norman - chitarra
- Peter Palmdahl - basso
- Ole Öhman - batteria

### Sinister
- Mike van Mastrigt - voce
- Bart Van Wallenburg - chitarra
- Michel Alderliefsten - basso
- Aad Kloosterwaard - batteria